# Дисамарийгептадекажелезо
Дисамарийгептадекажелезо — бинарное неорганическое соединение
железа и самария
с формулой Fe17Sm2,
кристаллы.

## Получение
- Сплавление стехиометрических количеств чистых веществ:

{\displaystyle {\mathsf {17Fe+2Sm\ {\xrightarrow {1280^{o}C}}\ Fe_{17}Sm_{2}}}}

## Физические свойства
Дисамарийгептадекажелезо образует кристаллы
тригональной сингонии, пространственная группа R 3m, параметры ячейки a = 0,8570 нм, c = 1,2440 нм, Z = 3,
структура типа диторийгептадекацинка Zn17Th2.
.
Также сообщается о структуре
гексагональной сингонии, пространственная группа P 63/mmc, параметры ячейки a = 0,854 нм, c = 0,828 нм, Z = 2,
структура типа диторийгептадеканикеля Ni17Th2
.
Соединение образуется по перитектической реакции при температуре 1280°С
.